# Старе Обєзеже
Старе Обєзеже (пол. Stare Objezierze, нім. Klein Wubiser) — село в Польщі, у гміні Моринь Грифінського повіту Західнопоморського воєводства.
Населення — 257 осіб (2011).
У 1975-1998 роках село належало до Щецинського воєводства.

## Демографія
Демографічна структура станом на 31 березня 2011 року:
|          | Загалом | Допрацездатний вік | Працездатний вік | Постпрацездатний вік |
| -------- | ------- | ------------------ | ---------------- | -------------------- |
| Чоловіки | 131     | 22                 | 98               | 11                   |
| Жінки    | 126     | 25                 | 73               | 28                   |
| Разом    | 257     | 47                 | 171              | 39                   |